# Ma'agar Bejt Zajit
Ma'agar Bejt Zajit (hebrejsky מאגר בית זית, doslova Nádrž Bejt Zajit) je umělá vodní nádrž v Izraeli. Nachází se v nadmořské výšce cca 550 metrů v jeruzalémském koridoru, západně od vesnice Bejt Zajit, nedaleko západního okraje Jeruzaléma.

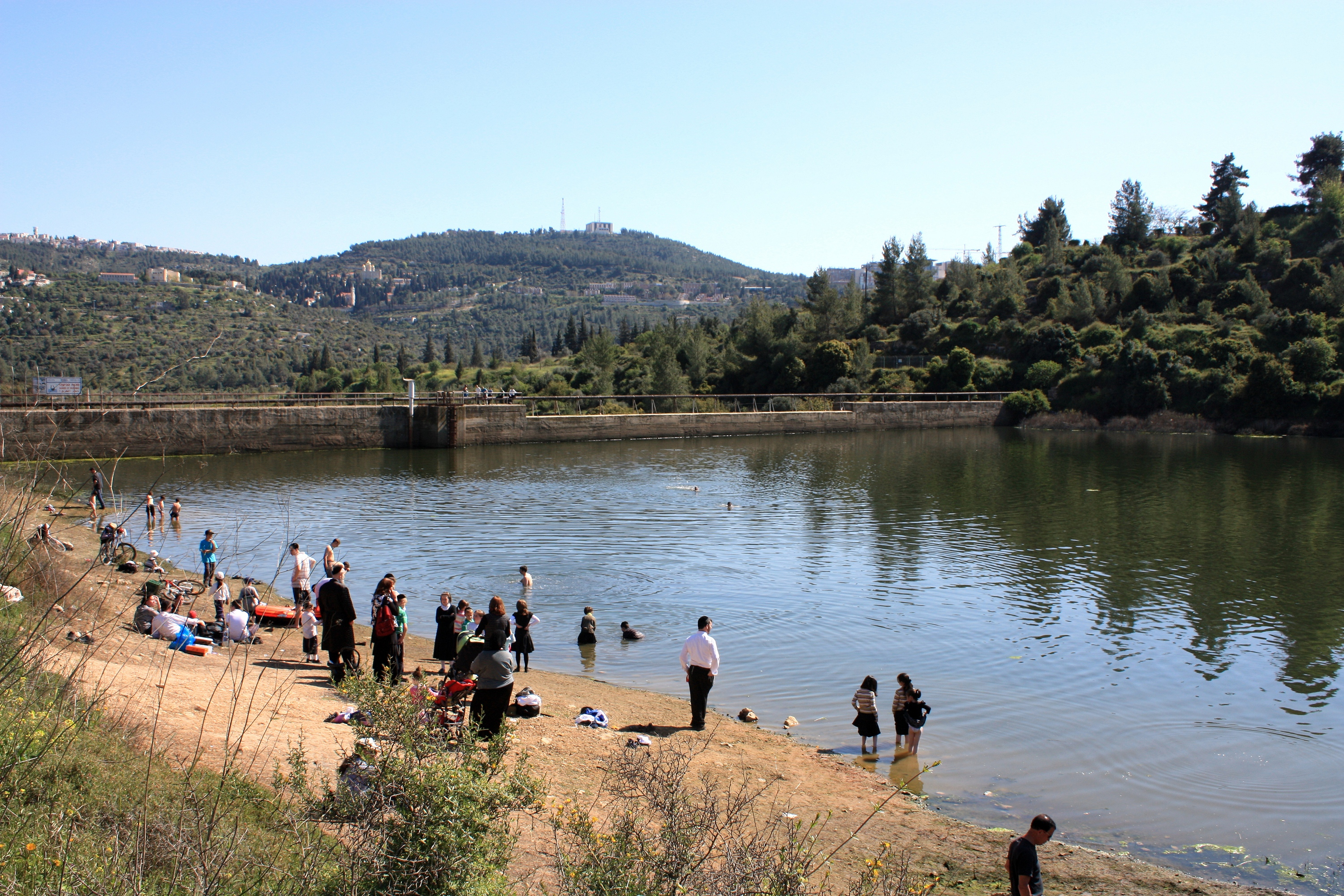
Jezero Ma'agar Bejt Zajit

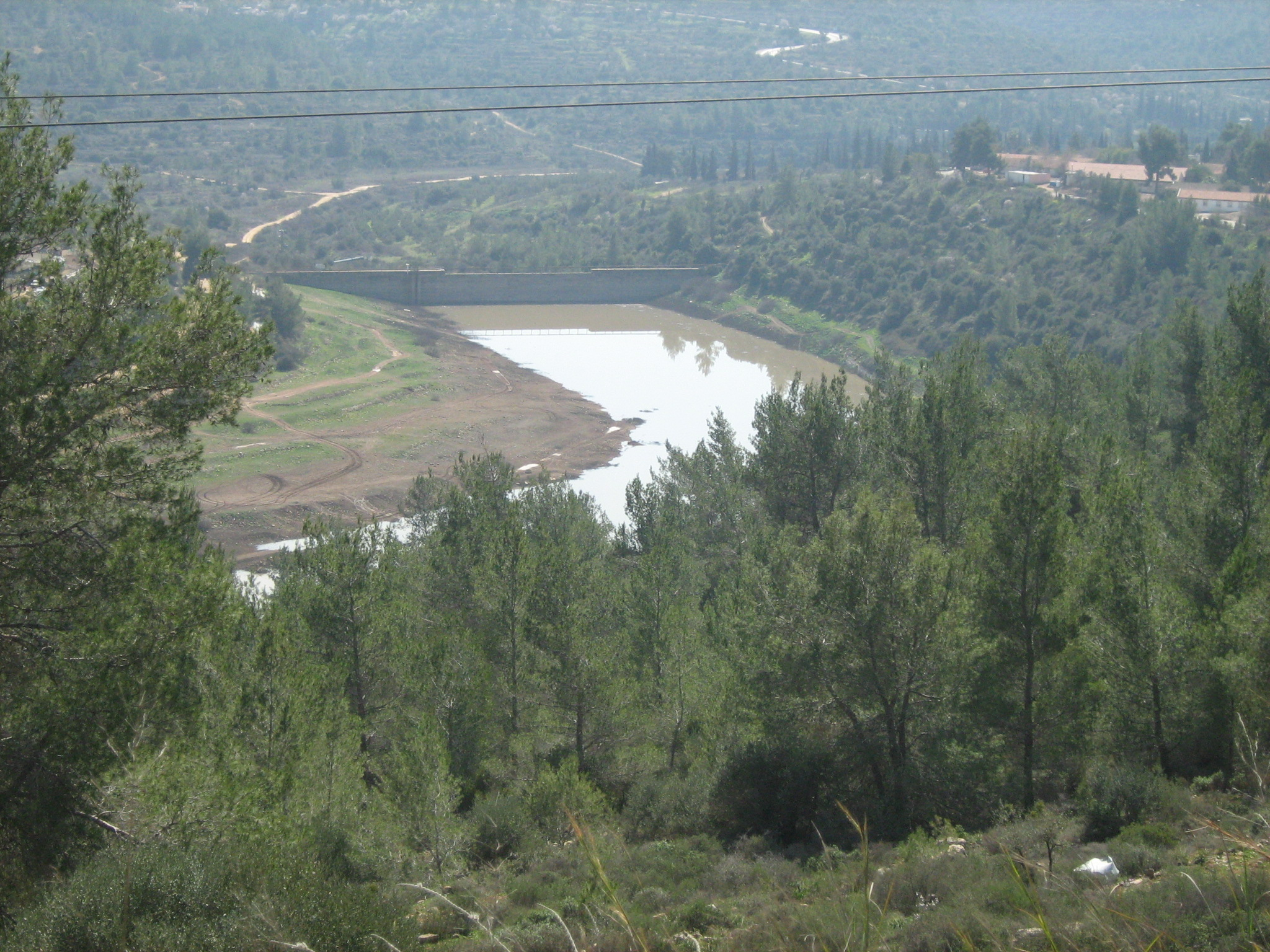
Pohled na jezero Ma'agar Bejt Zajit z výšky

Byla postavena v 50. letech 20. století jako umělá vodní nádrž pro zadržování sezónních srážek na potoku Sorek. Údolí Soreku je přehrazeno betonovou hrází o délce 100 metrů a výšce 18 metrů. Délka vodní plochy je 1,5 kilometru a maximální šířka 300 metrů. Původním účelem nádrže bylo ochránit po proudu ležící údolí před zimními záplavami a umožnit vsakování přebytku srážkových vod do podzemních zásob. Brzy po zbudování přehradní nádrže se ovšem zjistilo, že vzhledem k struktuře místního podloží dochází k vsakování do podzemních vod, které ovšem vedou do tehdy Jordánskem kontrolovaného území (Západní břeh Jordánu). Vodní nádrž neslouží oficiálně k rekreaci, voda navíc není hygienicky vhodná, protože Sorek odvodňuje i palestinská území okolo města Ramalláh, kde není dobudován systém čištění odpadních vod. Okolí jezera se zalesněnými svahy je ale využíváno pro turistiku. Západně od nádrže se zvedá hora Har Cheret. Na jejím úpatí pak při břehu jezera stojí Zemědělská škola Ejn Kerem. Pod nádrží ústí do Soreku od východu vádí Nachal Revida.